# Pseudomesochra similis
Pseudomesochra similis är en kräftdjursart som beskrevs av Lang 1935. Pseudomesochra similis ingår i släktet Pseudomesochra och familjen Pseudotachidiidae. Inga underarter finns listade i Catalogue of Life.